# 조인묵
조인묵(趙仁默, 1958년 10월 4일 ~ )은 대한민국의 공무원, 정치인이다. 1986년 7급 공무원으로 공직을 시작했다. 제36대  강원도 양구군수를 역임했다.

## 학력
- 1965 ~ 1971 용하초등학교 졸업
- 1971 ~ 1974 양구중학교 졸업
- 1974 ~ 1977 강원고등학교 졸업
- 1978 ~ 1985 강원대학교 농학 학사
- 2004 ~ 2007 고려대학교 정책대학원 행정학 석사과정 수료
- 2012 ~ 2016 숭실대학교 대학원 교육학 박사과정 수료

## 경력
- 1986.07 ~ 1991.08: 강원도 양구군청
- 1991.08 ~ 1992.07: 강원도청 농촌진흥원 총무과
- 1993.05 ~ 1994.11: 국립경찰병원 총무과
- 1994.11 ~ 1995.11: 강원도청 내무부 기획관리실 기획예산담당관
- 1995.11 ~ 1996.11: 강원도청 지방행정연수원 민방위교육담당관
- 1996.11 ~ 1997.09: 강원도청 내무부 기획관리실 기획예산담당관
- 2009.08 ~ 2011.09: 행정안전부 지방행정국 자치행정과
- 2011.09 ~ 2013.03: 행정안전부 정부청사관리소 관리총괄과장
- 2013.09 ~ 2013.10: 강원도청 투자유치과장
- 2013.10 ~ 2014.06: 강원도 정선군 부군수
- 2014.07 ~ 2015.06: 강원도청 보건복지여성국 행정개발본부장
- 2016.01 ~ 2016.06: 동해안권경제자유구역청 행정개발본부장
- 2016.07 ~ 2016.12: 강원도청 녹색국장
- 2017.01 ~ 2017.03: 강원테크노파크 정책협력관
- 2017.04 ~ 2017.05: 제19대 대통령선거 더불어민주당 문재인후보 중앙선거대책위원회 60년민주당계승위원회 본부장
- 2017.09 ~ : 민주평화통일자문회의 강원양구군협의회 자문위원
- 2018.07 ~ 2022.06 : 제36대 민선 7기 강원도 양구군수(초선)
- 강원연구원 당연직이사

## 논란

### 공직선거법 위반 혐의 무죄
2017년 4월 15일 직접 편저하지 않았는데 '조인묵 편저'라고 기재한 책을 발간하고 지방 선거에서 당선될 목적으로 2018년 2월 24일 출판기념회를 연 혐의(공직선거법 위반)로 불구속 기소되어 2019년 5월 10일 춘천지법에서 열린 1심에서 무죄를 선고받았다. 2019년 8월 28일 서울고법 춘천재판부에서 열린 2심에서도 무죄를 선고받았다. 2019년 11월 15일 대법원에서 원심이 확정되어 군수직을 유지하게 되었다.

## 역대 선거 결과
|  | 48.58% |

|  | 36.74% |

| 전임 전창범 | 제36대 강원도 양구군수(민선) 2018년 7월 1일 ~ 2022년 6월 30일 | 후임 서흥원 |